# Cabina de vuelo

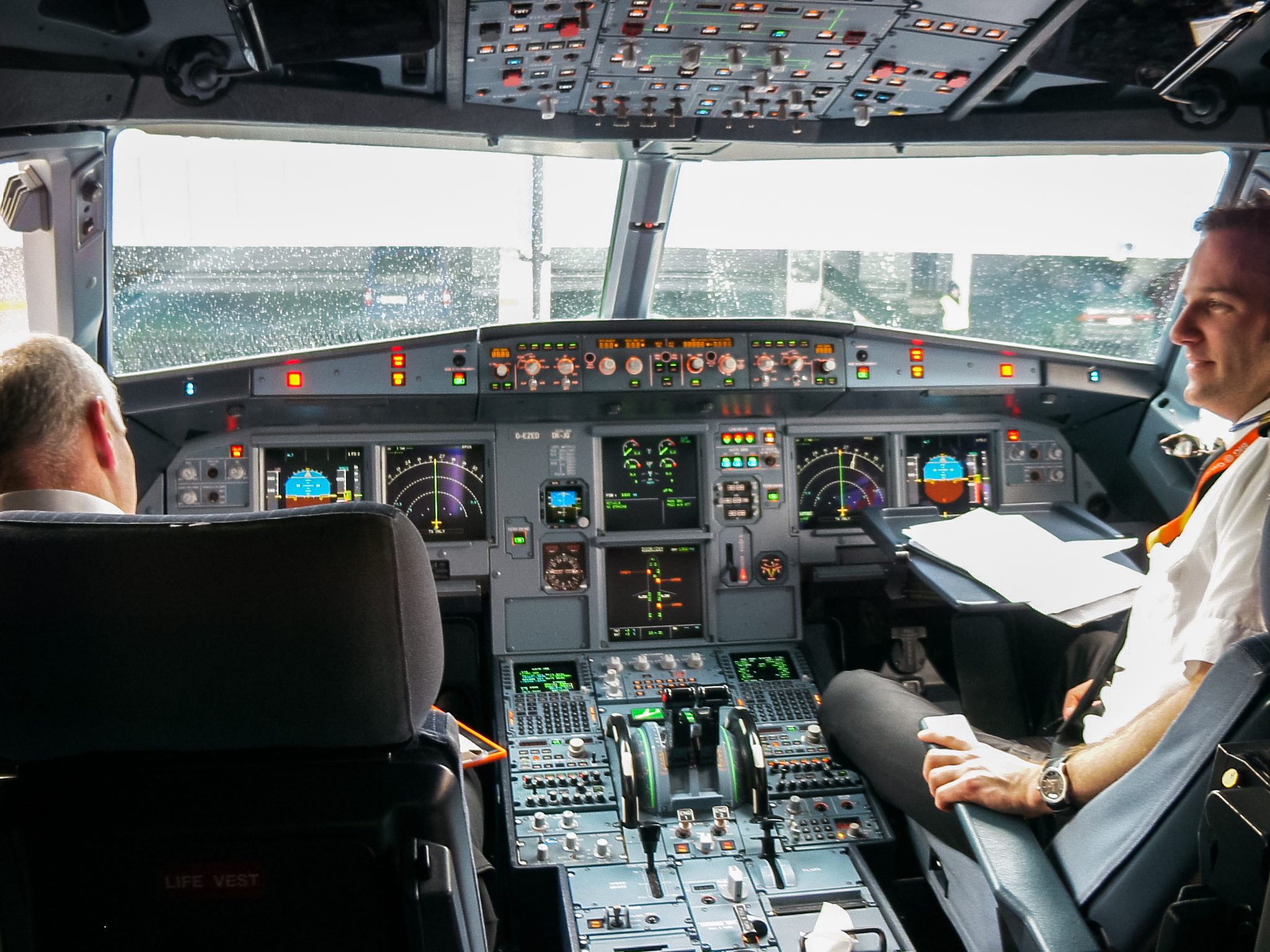
Cabina de vuelo de un Airbus A319

La cabina de vuelo  o cabina de pilotaje es un área o un habitáculo que la tripulación técnica de una aeronave o de una nave espacial (piloto y copiloto, principalmente) utiliza para controlar y dirigir el vehículo.
La cabina de una aeronave contiene el instrumental y los controles que permiten al piloto hacer volar, dirigir y aterrizar el aparato. En la mayoría de las aeronaves comerciales, una puerta separa la cabina de vuelo de la cabina de pasajeros. Después de los Atentados del 11 de septiembre de 2001, las principales aerolíneas han tomado medidas para fortificar la cabina con el objetivo de evitar cualquier posible secuestro.
La mayoría de las cabinas de vuelo tienen vidrios protectores de los rayos de sol y una o más ventanillas que pueden ser abiertas mientras el avión está en tierra.

## Orígenes
Durante los años 1920, hubo muchas aeronaves en las que la tripulación se encontraba en el exterior y el pasaje, dentro de una cabina. 
La primera cabina cubierta apareció el año 1913 en el avión de Igor Sikorsky Le Grand. Los biplanos militares, el primer caza monomotor y otros aviones de ataque también tuvieron cubiertas abiertas durante la Primera Guerra Mundial. Los primeros aviones con cabina cerrada fueron el Fokker F.VII trimotor (1924), los Ford Trimotor (1926), el Lockheed Vega (1927), el Spirit of St. Louis, el Taylor Cub (1931), los Junkers alemanes utilizados como transporte y los aviones de pasajeros fabricados por Douglas y Boeing a mediados de los años 30. A mediados de los años 50, los aviones con cabinas de vuelo abiertas ya casi se habían extinguido del todo; solo quedaban los aviones de entrenamiento y de fumigación de campos de cultivo.